# 슈피겔
슈피겔(독일어: Der Spiegel 데어 슈피겔[*], IPA: [deːɐ ˈʃpiːɡəl])은 루돌프 아우크슈타인이 창립한 독일의 대표적 주간 시사잡지이다. 정치 논조는 진보 성향이 짙다. 본사는 함부르크에 있다. 주당 1백만 부 이상이 발행돼, 유럽과 독일에서 가장 많이 읽히는 잡지들 중 하나이기도 하다. 슈피겔은 독일어로 "거울"을 뜻한다.

## 개관
슈피겔은 1947년 1월 4일 하노버에서 창간되었다. 초판 발행은 영국의 군정(British occupational administration)의 후원 하에서 이루어진 것으로, 1946년 11월 발행된 디제 보헤(Diese Woche, "이번 주")라는 잡지를 잇는 것이었다. 영국과 의견 일치를 보지 못했던 디제 보헤는 루돌프 아우크슈타인 편집장에게 넘어갔으며, 데어 슈피겔(Der Speigel)로 명칭이 바뀌었다. 루돌프 아우크슈타인은 1947년 1월 초판부터 그가 사망한 2002년 11월 7일까지 편집장의 자리를 지켰다.
1950년 이후, 슈피겔은 아우크슈타인과 존 야(John Jahr)가 소유하고 있었는데, 야의 지분은 1965년 리하르트 그루너(Richard Gruner)의 합명회사인 출판업체 그루너 + 야로 넘어갔다. 1969년 아우크슈타인은 그루너 + 야의 지분을 4,200만 마르크에 모두 인수하였다. 그러나 1971년 그루너 + 야는 다시 슈피겔의 지분 25%를 사들였다. 1974년 아우크슈타인은 슈피겔의 형태를 사원주주제로 바꾸어, 슈피겔에 3년 이상 근무한 직원에게 회사 경영에 참여할 수 있게 하였다.
1962년 서독의 방위 전략에 몇 가지 심각한 결점이 있을 지적했다 사주와 편집자들이 체포된 슈피겔 사건은 독일의 민주주의와 언론의 자유에서 중요한 선례로 남았다. 슈피겔은 이외에도 다양한 탐사보도로 명성을 떨쳤다. 2010년 케이블게이트에서 뉴욕 타임스, 더 가디언, 르몽드, 엘 파이스와 함께 유출된 미국 국무부 자료를 보도했다.
슈피겔은 미국의 타임지나 뉴스위크와 비슷한 편집 스타일을 취하고 있다. 기사의 깊이나 내용 측면에서는 영국의 이코노미스트에 비할 수 있다. 독일에서는 그 특유의 문체와 보통 호당 200쪽을 넘는 폭넓은 보도로 정평이 나 있다. 특히 슈피겔은 2:1의 본문 대비 광고의 비율을 유지하고 있다.
2018년 12월, 슈피겔은 주로 분쟁지역에 가서 르포기사를 쓰던 클라스 렐로티우스(Claas Relotius)의 기사 상당수가 날조되었다고 밝혔다. 쿠르드족, 멕시코와 미국 접경지역, 이슬람 국가(IS)등에서 어려운 취재원에 접근, 훌륭한 르포기사로 기자상을 휩쓸던 촉망받는 기자였다. 하지만 그가 기사에서 밝힌 취재원이나 인터뷰 일부 혹은 전부가 가짜로 드러났다. 이는 렐로티우스와 공동 취재를 했던 유안 모레노(Juan Moreno) 기자가 밝혀냈다. 현장에서 불가능해 보였던 취재를 해낸 렐로티우스 기사의 진위 여부를 의심하고 역으로 추적한 덕분이었다. 유안 모레노는 이 사실을 편집국에 알렸고, 슈피겔은 12월22일 표지 기사 ‘있는 그대로를 말하라(Sagen, Was ist)’를 통해 이 사건을 직접 독자들에게 공개했다.

## 같이 보기
- 슈피겔 사건